# Bonitus
Bonitus was een Salische Frank die waarschijnlijk via de Laeti in het Romeinse leger terechtkwam. Hij was de eerste Frank die het in 324 tot magister militum in het Romeinse leger wist te schoppen. Hij vocht in 325 naast Constantijn tegen Licinius. Hij zou de eerste bekende gekerstende Frank zijn, dus meer dan 100 jaar voor de doop van Clovis.
Hij was de vader van de Romeinse generaal Claudius Silvanus.